# سحرخیزمحله
سحرخیزمحله، روستایی از توابع بخش رودبنه شهرستان لاهیجان در استان گیلان ایران است.

## جمعیت
این روستا در دهستان شیرجوپشت قرار دارد و براساس سرشماری مرکز آمار ایران در سال ۱۳۸۵، جمعیت آن ۴۷۴ نفر (۱۲۷خانوار) بوده‌است.